# Oued El Alenda
Oued El Alenda (în arabă وادى العلندة) este o comună din provincia El Oued, Algeria.
Populația comunei este de 6.830 de locuitori (2008).